# مؤتمر جنيف 2 للسلام في سوريا
مؤتمر جنيف 2 للسلام في سوريا (أو فقط جنيف 2) هو مؤتمر دولي مقترح دعمته الأمم المتحدة وعقد في جنيف بهدف إنهاء الحرب الأهلية السورية من خلال الجمع بين الحكومة السورية والمعارضة السورية لمناقشة إمكانية تشكيل حكومة انتقالية في سوريا مع صلاحيات تنفيذية كاملة. كان هناك دور كبير لمبعوث الأمم المتحدة للسلام في سوريا الأخضر الإبراهيمي والرئيس الفلسطينى محمود عباس عبر وسيطه نضال السبع الذي كان وراء اعداد ورقة النقاط الثماني التي شكلت الارضية المناسبة لانعقاد مؤتمر جنيف2 هذه الاجواء الايجابية ادت إلى تعاون وثيق بين الولايات المتحدة وروسيا. وقد حددت الأمم المتحدة يوم 22 يناير 2014 موعدا لمحادثات السلام.

## الأهداف
هدف مؤتمر جنيف 2 إلى الجمع بين وفد يمثل الحكومة السورية وآخر يمثل المعارضة السورية معاً لنقاش كيفية تنفيذ بيان جنيف الصادر في 30 يونيو 2012 («الحكومة الانتقالية»)، إنهاء الحرب، بدأ العمل حول تأسيس الجمهورية السورية الجديدة.

## بداية الوساطة
في منتصف عام 2011 التقى الوسيط الفلسطينى نضال السبع مع المعارض السوري رجاء الناصر في بيروت على هامش اجتماع المؤتمر القومي العربي ، لبحث امكانية الوصول إلى حل سياسي ينهي الازمة في سوريا، بعدها زار كريم بقرادوني ونضال السبع دمشق للقاء المنسق العام لهيئة التنسيق حسن عبد العظيم في دمشق، ثم توسعت الدائرة لتضم رئيس تيار بناء الدولة، لؤي حسين والدكتورة منى غانم وزيرة شؤون الاسرة سابقاً وامينة سر تيار بناء الدولة، كان محمود عباس في جو هذه الاتصالات من خلال موفده نضال السبع الذي كان يتردد إلى دمشق تحت غطاء بحث الملف الفلسطيني.
كان هدف هذه الاتصالات بلورة مشروع سياسي للحل واقامة جبهة سياسية عريضة تضم هيئة التنسيق
وتيار بناء الدولة لتشكيل نواة صلبة وتوسيع هامش المعارضة.
توالت خطوات معارضة الداخل لتشكيل نواة صلبة للمعارضة السورية، واقناع معارضة الخارج بتوسيع النواة والاتجاه نحو حل سياسي تفاوضي. في تلك الفترة عقد في جنيف «مؤتمر جنيف للمعارضة الديمقراطية السورية» يومي 28 و29 يناير 2013 ، لتوحيد المعارضة السورية حول رؤية مشتركة ثم أعقبه اجتماع «الحلف المدني الديمقراطي» في فرنسا يومي 2و3 مارس 2013. صاغ الحلف الديمقراطي مبادرة تفيد بقبوله «عدم وضع شروط مسبقة للحوار مع النظام السوري»، لكنه اضاف «ضرورة ان يكون للحوار عنوان واضح هو الدخول في مرحلة انتقالية، اعتماداً على بيان جنيف 1 والوصول، عبر التفاوض، إلى حكومة انتقالية بصلاحيات كاملة وانتخاب رئيس جديد لسوريا».
تلقى الوسيط الفلسطيني نضال السبع نسخة من البيان الختامي. ناقشها مع كريم بقرادوني. تبيّن أن فيها الكثير من النقاط الايجابية التي يحتمل أن يوافق عليها النظام السوري. صيغت من البيان ثماني نقاط وحملها نضال السبع إلى دمشق يوم 7 مارس 2013. قاصدا رئيس جهاز الامني القومي اللواء علي مملوك. وعرض عليه الورقة، استفسر منه المملوك عن قيمة الورقة دوليا، فابلغه الوسيط الفلسطينى ان محمود عباس بصدد القيام بزيارة إلى موسكو يوم 11 مارس 2013 للقاء الرئيس فلاديمير بوتين وهو عازم على طرح ورقة النقاط الثماني عليه في حال موافقتكم عليها، كما ان هناك زيارة مقررة للرئيس باراك أوباما إلى رام الله يوم 20 مارس 2013 ، ومن المفترض بحث ملف المفاوضات الفلسطينية الإسرائيلية، وسوف يستغل أبو مازن هذه الزيارة من اجل اقناع الرئيس الاميركي بجدوى الحل السياسي عبر اعتماد ورقة النقاط الثمانى، جرى بحث في الاحتمالات على مدى ثلاثة أيام، ثم جاء الجواب من الرئيس السوري: «الورقة جيدة، ولكن الحكومة السورية تتحفظ عن بند الحكومة بصلاحيات واسعة، كما يحق للرئيس بشار الاسد ان يترشح في أي انتخابات رئاسية جديدة». نصح المسؤول السوري، كذلك، بضرورة ان يشدد « أبو مازن» خلال لقاءاته الدولية على دور تنظيم « القاعدة» وتنامي الارهاب في سوريا.
تلقت منى غانم تحفظات الحكومة السورية. واستهجنت، بداية، صياغة البنود الثمانية، وسألت من اين جاءت. قال الوسيط الفلسطينى انها خلاصة بيان الحلف المدني الديمقراطي في فرنسا. قالت: «اننا متمسكون بنقاط البيان كما هي، بما فيها ما يتعلق بالصلاحيات والرئيس».

## الاتصالات الدولية
سجل نضال السبع التحفظات من كلا الطرفين (الحكومة السورية والمعارضة) وأرسل ورقة النقاط الثمانى ببنودها وتحفظاتها إلى الرئيس محمود عباس يوم 11 مارس 2013. ذهب بعدها أبو مازن إلى موسكو ، وقدّم الورقة إلى الرئيس الروسي. اهتم فلاديمير بوتين بالاقتراحات. وسّع الاجتماع ليضم كلاً من وزير الخارجية سيرغي لافروف ونائبه ميخائيل بوغدانوف بوصفهما المكلفين من الكرملين بمتابعة ملف الازمة السورية.
عاد عباس من موسكو ليستقبل بعد اسبوع، وتحديداً في 20 مارس 2013 الرئيس الأميركي باراك أوباما في رام الله. قال له أبو مازن: «هذه ورقة تحوز بالحد الأدنى على موافقة كل الأطراف». توقف أوباما عند تحفظات النظام السوري على بندي المعارضة بخصوص الصلاحيات وعدم ترشح الاسد. سارع عباس للنصح بتجاوز الشروط المسبقة. قال: «ليطرح هذا الموضوع للتفاوض في جنيف 2، فحين نذهب للتفاوض يجب ان لا نحدد ما يجب ان نختلف أو نتفق عليه مسبقاً».
قال أوباما ان من الصعب القبول بترشح الاسد، فردّ أبو مازن: «لنعتبر ان المواطن السوري بشار حافظ الاسد يريد الترشح، كيف ستمنعه؟ لننتظر ماذا تقول نتائج صندوق الانتخاب». بدا أوباما موافقاً على تجاوز هاتين النقطتين.
بعد هذا الاجتماع تبيّن ان ورقة النقاط الثماني. صارت مادة جيدة لـ «جنيف 2». نوقشت في لقاء وزيري خارجية روسيا والولايات المتحدة.

## المشاركين

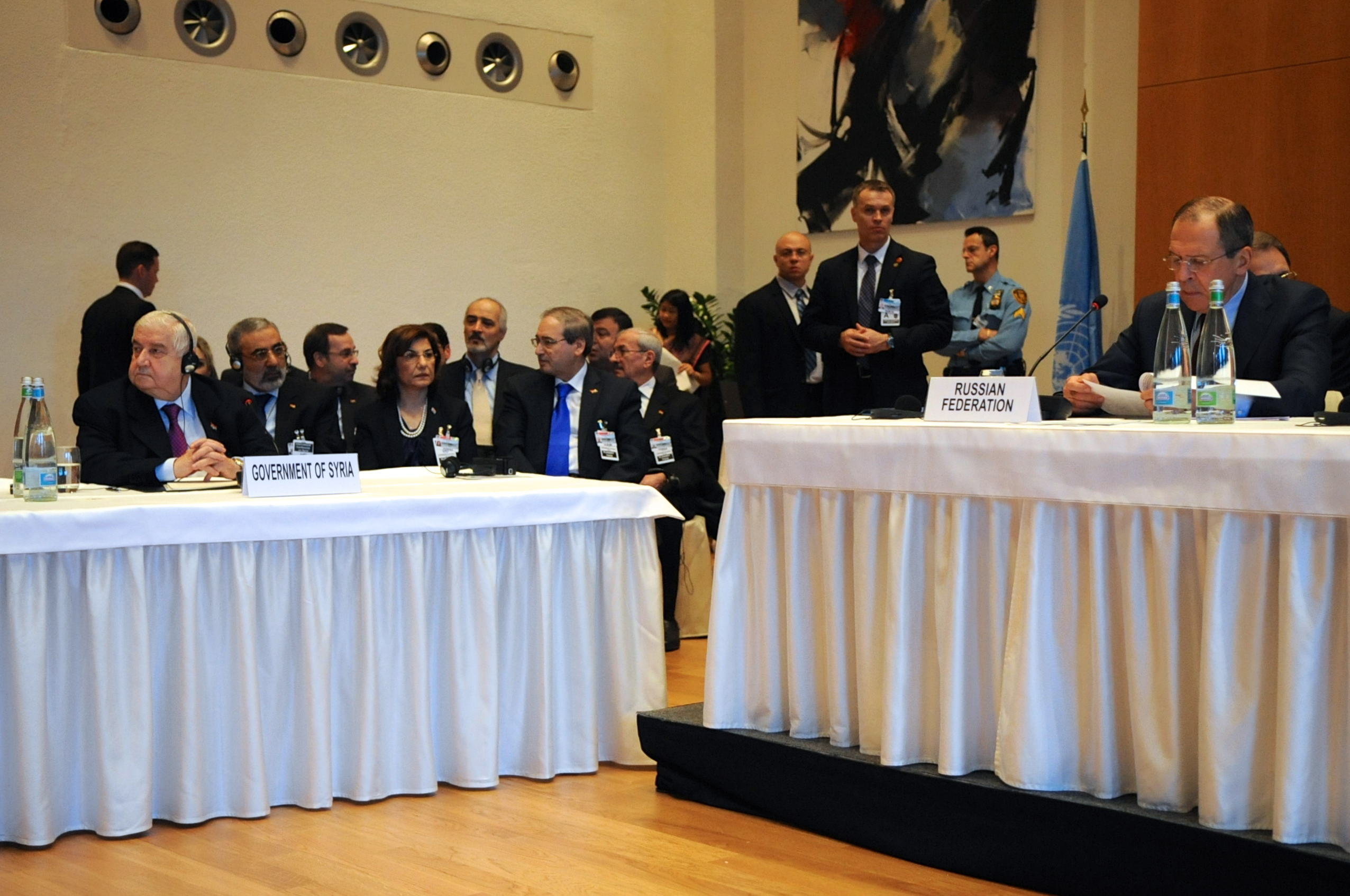
وفد الحكومة السورية

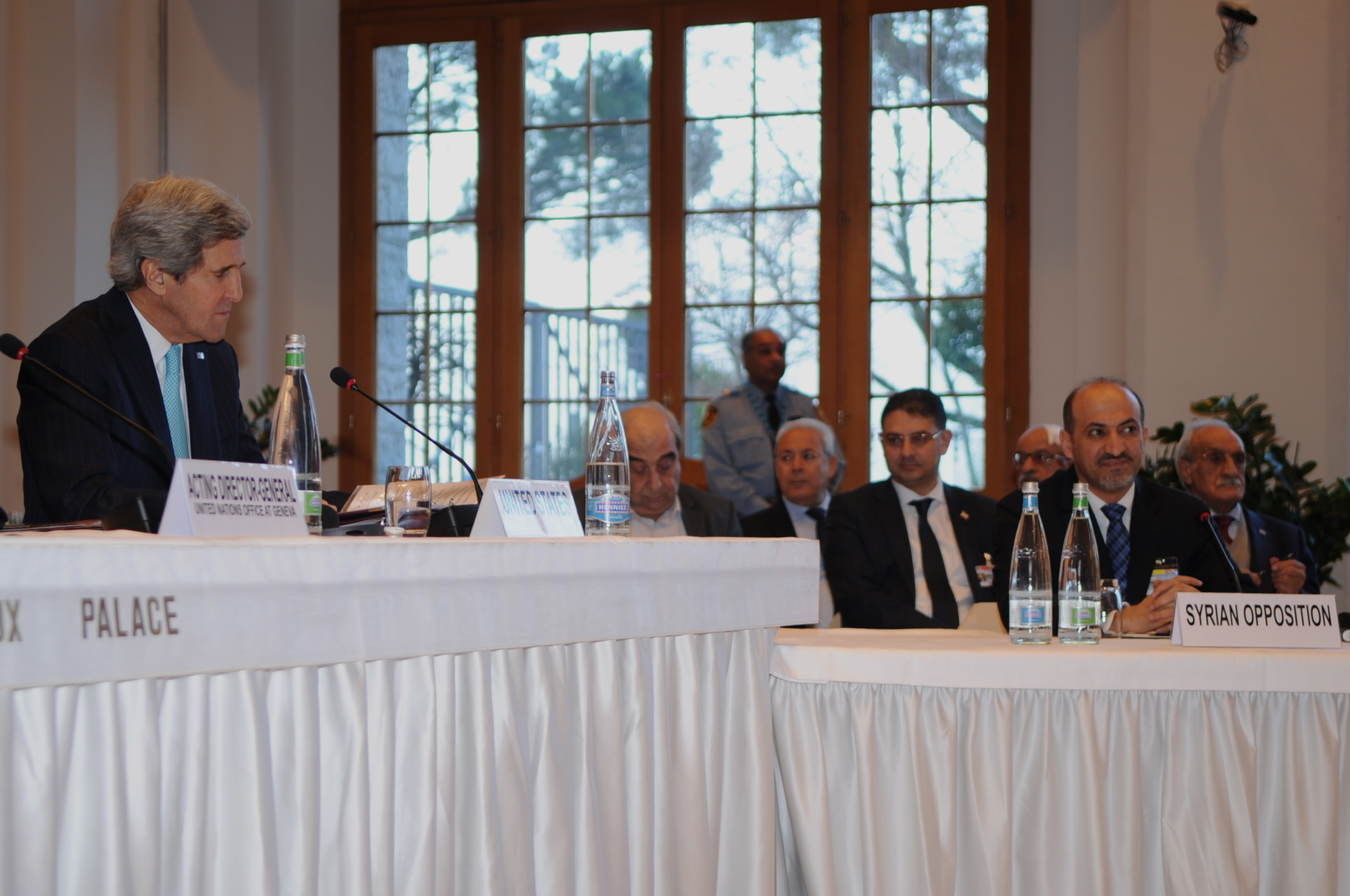
وفد الائتلاف السوري

تم تحديد قائمة الدول المشاركة في مؤتمر جنيف 2 حول سوريا من قبل الأخضر الإبراهيمي في 20 ديسمبر 2013. وقد اعترضت كل من الولايات المتحدة والجيش السوري الحر على مشاركة إيران المحتملة.
قام الأمين العام للأمم المتحدة بان كي مون بسحب دعوة إيران لحضور المؤتمر لأنها لا تدعم الاتفاق الذي تم التوصل إليه في مؤتمر جنيف الأول حول الانتقال السياسي في سوريا.
ومن جانبه اعتبر وزير الخارجية الروسي سيرغي لافروف أن سحب الدعوة من إيران لحضور مؤتمر «جنيف 2» الخاص بسوريا كان خطأ.
وقال لافروف في مؤتمر صحفي موسع بموسكو يوم 21 يناير، إن هناك شيئا من التحايل في استبعاد إيران عن المؤتمر بذريعة أنها لا تعترف ببيان جنيف الأول.
وأشار إلى أن الائتلاف السوري الذي طالب باستبعاد إيران، كان، منذ البداية، يؤكد أن هدفه الأول هو تغيير النظام. وأضاف أن تغيير النظام ليس جزءاً من المبادرة الروسية–الأمريكية الخاصة بالتسوية السياسية في سوريا وعقد مؤتمر «جنيف 2».
وشدد على أن المطالبة بتغيير النظام كشرط مسبق تفسير غير نزيه لبيان جنيف الأول.
وأكد الوزير أن روسيا ستذهب إلى المؤتمر وستبذل كل ما بوسعها من أجل إنجاحه، لكنه أعرب عن أسفه
لأن الوضع المتعلق بسحب الدعوة من إيران لم يساهم في تعزيز سمعة الأمم المتحدة.

### منظمات دولية
- الأمم المتحدة
- جامعة الدول العربية
- الاتحاد الأوروبي
- منظمة التعاون الإسلامي

### دول
- الأردن
- أستراليا
- ألمانيا
- إسبانيا
- الإمارات العربية المتحدة
- إندونيسيا
- إيطاليا
- البحرين
- البرازيل
- بلجيكا[16]
- تركيا
- الجزائر
- جنوب أفريقيا
- الدنمارك
- روسيا
- السعودية
- سويسرا
- السويد
- الصين
- فرنسا
- العراق
- سلطنة عمان
- قطر
- الكرسي الرسولي[17]
- كندا
- كوريا الجنوبية
- الكويت
- لبنان
- لوكسمبورغ
- مصر
- المغرب
- المكسيك
- المملكة المتحدة
- النرويج
- الولايات المتحدة
- الهند
- هولندا
- اليابان
- اليونان